# Crenicichla dandara
Crenicichla dandara es una especie de pez cíclido de agua dulce que integra el género Crenicichla. Habita en ambientes tropicales en el sudeste de la cuenca del Amazonas, en el centro-norte de América del Sur.

## Taxonomía
Descripción original
Crenicichla dandara fue descrita para la ciencia en el año 2018, por los ictiólogos Henrique Rosa Varella y Priscila Madoka Miyake Ito.
Localidad tipo
La localidad tipo referida es: “Altamira, río Xingú, cascada do Jericoá, en las coordenadas: 03°21′57″S 51°44′08″O / -3.36583, -51.73556, estado de Pará, Brasil”.
Holotipo
El ejemplar holotipo designado es el catalogado como: INPA 53073 (DNA CTGA 11197); se trata de una hembra adulta, la cual midió  279,0 mm de longitud estándar. Fue capturada por E. D. Ribeiro y L. M. Sousa el 1 de septiembre de 2012. Se encuentra depositada en la colección de ictiología del Instituto Nacional de Pesquisas da Amazônia (INPA), ubicado en la ciudad brasileña de Manaus.
Etimología
Etimológicamente, el término genérico Crenicichla se construye con el vocablo en latín crenulatus, que significa ‘recortado’ y con la palabra en el idioma griego kichle, que significa ‘lábrido’.
El epíteto específico dandara es un epónimo que refiere a la persona del mismo nombre a la cual le fue dedicada, quien junto a su esposo Zumbi, fueron guerreros afrobrasileños del período colonial de Brasil, defendiendo ferozmente a la comunidad del Quilombo dos Palmares, haciéndola como un refugio seguro para esclavos fugitivos en el estado costero brasileño de Alagoas. Hoy en día, se ha convertido en un símbolo de la lucha contra el racismo y la explotación de las mujeres negras. El día de la muerte de Zumbi, el 20 de noviembre de 1695, se celebra en todo Brasil como el “Día de la Conciencia Negra”. El epíteto puede tratarse como sustantivo en aposición.

## Características
Relaciones filogenéticas
Crenicichla dandara pertenece al grupo de especies C. lugubris. Dentro del mismo, no está claro cuáles serían sus especies más relacionadas. El formato general del cuerpo y las características del hocico y de escamas la asemejan a C. lugubris y a C. adspersa, sin embargo, comparte con C. johanna y  C. monicae la ausencia de mancha en la aleta caudal, una condición inusual en las especies que conforman el clado Crenicichla-Teleocichla.
Rasgos diagnósticos
Una combinación de rasgos permite reconocer a Crenicichla dandara. Es posible distinguirla de todas las demás especies del género (excepto C. hu) por la presencia, en ejemplares vivos, de una coloración corporal general uniformemente ennegrecida, la que pasa a amarronada en los especímenes preservados. Además, otro rasgos particulares son la combinación de 74-86 escamas en la serie E1 junto con la ausencia de mancha en la aleta caudal.

## Distribución geográfica y hábitat
Crenicichla dandara es un endemismo de la cuenca del río Xingú aguas arriba de las cascadas de Belo Monte, incluyendo el río Iriri, el cual es uno de sus principales tributarios de la margen izquierda.
El Xingú es un largo río de la cuenca amazónica brasileña, siendo uno de los mayores afluentes de la vertiente meridional del río Amazonas, discurriendo por los estados de Mato Grosso y Pará.
Su coloración oscura es similar a la de Teleocichla preta; como ambas especies habitan correderas con sustrato compuesto por rocas oscuras y tienen hábitos de esconderse en los espacios que se forman entre ellas, se postuló que la coloración oscura estaría asociada con estrategias crípticas.

## Conservación
Los autores recomendaron que, según los lineamientos para discernir el estatus de conservación de los taxones —los que fueron estipulados por la organización internacional dedicada a la conservación de los recursos naturales Unión Internacional para la Conservación de la Naturaleza (IUCN)—, en la obra Lista Roja de Especies Amenazadas Crenicichla dandara sea clasificada como una especie bajo “preocupación menor” (LC).